# Rene Rooze
Rene Rooze (26 januari 1969) is een Nederlandse kickbokser en K-1-vechter. Hij is 201 cm lang en weegt 105 kg. Gedurende zijn kickbokscarrière heeft hij 60 wedstrijden gevochten waarbij 9 zijn verloren overig bleef 1 wedstrijd onbeslist. Hij is tevens superzwaargewichtkampioen van de Muay Thai Bond Nederland (MBTN), SuperHeavyWeight Kampioen van Europa (WKA) en Nederlands Kampioen (ISKA).
Naast zijn sportloopbaan in het MMA en Muay Thai is Rooze personal trainer en geeft voorlichtingen op scholen over drugsgebruik.